# Franco Agostinelli
Franco Agostinelli (ur. 1 stycznia 1944 w Arezzo) – włoski duchowny katolicki, biskup Prato w latach 2012-2019.

## Życiorys
Święcenia kapłańskie otrzymał 9 czerwca 1968 i został inkardynowany do diecezji Arezzo-Cortona-Sansepolcro. Po święceniach został wysłany do Rzymu na studia licencjackie z teologii dogmatycznej, które ukończył w 1970. Później przez dwa lata doktoryzował się z teologii moralnej na Akademii Alfonsjańskiej, po czym powrócił do diecezji i objął funkcję proboszcza parafii św. Krzyża w Arezzo. W latach 1984–1996 pracował w różnych wydziałach diecezjalnej kurii, zaś w latach 1992-1994 był także rektorem miejscowego seminarium. W 1997 mianowano go wikariuszem generalnym diecezji.
17 listopada 2001 papież Jan Paweł II mianował go ordynariuszem diecezji Grosseto, zaś 6 stycznia 2002 osobiście udzielił mu sakry biskupiej w Watykanie. Ingres odbył się 3 lutego 2002.
29 września 2012 został prekonizowany ordynariuszem diecezji Prato. 15 maja 2019 przeszedł na emeryturę.